# 于方桂
于方桂（？—？），山东平度人，是一名清朝政治人物。
于方桂曾于1761年接替卢师武任上海县知县一职，1767年由张世友接任。